# Alpina pyrenaea
Alpina pyrenaea är en fjärilsart som beskrevs av Charles Oberthür 1884. Alpina pyrenaea ingår i släktet Alpina och familjen mätare. Inga underarter finns listade i Catalogue of Life.